# 피아노 삼중주 - 창작 주제에 의한 열네 개의 변주곡, 작품 번호 44 (베토벤)
《피아노 삼중주 - 창작 주제에 의한 열네 개의 변주곡 내림마장조, 작품 번호 44》는 루트비히 판 베토벤에 의해 쓰인 피아노 삼중주 작품이다. 이 작품은 "피아노 삼중주 10번"이라고도 칭해진다. 참고로, 베토벤의 열두 개의 피아노 삼중주의 장르 일련번호는 표준화되어 있지 않다.

## 개요
이 작품은 베토벤의 초기 작품 중 하나로, 1792년경 쓰인 것으로 추정된다. 당시의 일반적인 관행에 따라 베토벤은 이 작품에서 오페라, 특히 1788년에 빈에서 초연된 카를 디터스 폰 디터스도르프의 징슈필, "붉은 모자"("Das rote Käppchen")로부터의 대중적인 주제에 의한 변주곡을 포함시키고 있다. 오페라는 베토벤이 본에 머물던 1972년의 마지막 해의 마지막 몇 달 중에 매수되었다. 베토벤은 이 오페라의 가장 인기있는 작품 중 하나인 "그래, 그녀를 떠나야만 해"("Ja, ich muss mich von ihr scheiden"}의 멜로디 부분을 이 삼중주의 출발점으로 삼았다. 이 대사는 아내를 떠나야한다고 발표한 한스 크리스토프 니체 마을 시장에 의한 아리아에서 따 온 것이다. 작품은 그가 본을 떠났을 때 완성되었을 것이다. 그러나 초판은 1804년에 이르러서야 작품 번호 44로 간행되었다.

## 구조
작품은 주제와 열 네개의 악장, 코다로 구성된다:
- 주제. 안단테 (내림마장조)
- 변주곡 1 (내림마장조)
- 변주곡 2 (내림마장조)
- 변주곡 3 (내림마장조)
- 변주곡 4 (내림마장조)
- 변주곡 5 (내림마장조)
- 변주곡 6 (내림마장조)
- 변주곡 7. 라르고 (내림마단조)
- 변주곡 8. 운 포코 아다지오 (내림마장조)
- 변주곡 9. 템포 프리모 (내림마장조)
- 변주곡 10 (내림마장조)
- 변주곡 11 (내림마장조)
- 변주곡 12 (내림마장조)
- 변주곡 13 아다지오 (내림마단조)
- 변주곡 14 알레그로 (내림마장조)
- 코다. 안단테 - 프레스토 (내림마장조)

주제는 세 명의 연주자가 모두 옥타브 단위로 만든 단순하고 꾸밈없는 아르페지오 시리즈이다. 이후 베토벤은 18세기 전통을 장식하지만, 대조적인 정신과 질감을 사용하여 열네 개의 변주곡을 개발한다. 당김음을 두고 활기찬 열 번째 변주곡은, 거의 과장되게 예약된 대화에 의해 전개되는 반면, 열두 번째 변주곡의 부드러운 우보는 거친 포르티시모의 폭발로 중단된다. 이 작업에는 내림마단조(변주곡 7 및 변주곡 13)의 두 개의 느린 변주곡이 포함된다. 마지막 변주곡은 6/8 박자에서 역동적이고 즐거운 알레그로를 시작, 안단테로 표시된 짧은 막간으로 중단된다. 결말은 피아노가 이끄는 프레스토로 표시된다. 연주 시간은 일반적으로 13-14분 정도이다.